# Som man bäddar
Som man bäddar är en svensk komedifilm från 2005 i regi av Maria Essén.

## Handling
Jonas har lovat sin flickvän Emma att vara pappaledig så hon kan gå tillbaka till jobbet. Men Jonas är inte pappaledig egentligen, för att det går så dåligt för taxifirman som han jobbar på. Men så hittar han en lösning. Han sköter sitt jobb som taxichaufför med dottern Jasmine/Wilma i passagerarsätet.

## Roller
- Eric Ericson - Jonas
- Lisa Werlinder - Emma
- Mikael Persbrandt - Jocke
- Sanna Bråding - Kajsa
- Alexander Skarsgård - Nisse
- Jens Hultén - Helge
- Anna Pettersson - Personal på sjukhuset
- Björn Granath - Olof
- Rachel Mohlin - Prästen
- Per Andersson - Kameramannen